# Associazione Sportiva Roma 2017-2018
Questa voce raccoglie le informazioni riguardanti l'Associazione Sportiva Roma nelle competizioni ufficiali della stagione 2017-2018.

## Stagione

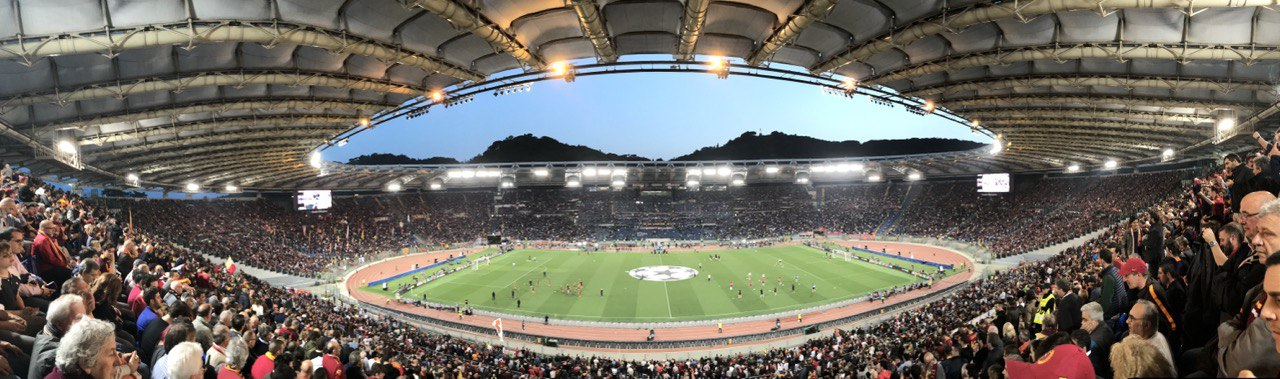
Pre match Roma-Liverpool

Al termine della stagione 2016-17, Luciano Spalletti abbandona la Roma per trasferirsi all'Inter: in sua sostituzione viene chiamato Eusebio Di Francesco, con successo alla guida del Sassuolo negli anni precedenti. Dopo l'addio di Francesco Totti, i gradi di capitano sono ereditati dal centrocampista De Rossi. I giallorossi fanno registrare un'ottima partenza in campionato, con 12 vittorie nei primi 16 turni: le uniche sconfitte, entrambe casalinghe, sono ad opera dell'Inter e del Napoli. Il girone di Champions League viene invece superato al primo posto, con i capitolini favoriti dall'esito dei confronti diretti con il Chelsea; dello stesso raggruppamento facevano parte lo spagnolo Atlético Madrid e l'azero Qarabag. In Coppa Italia la squadra non riesce ad accedere ai quarti di finale, battuta dal Torino sul proprio campo negli ottavi.

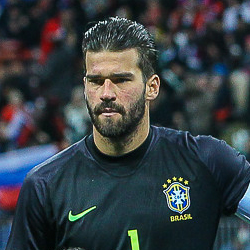
Il portiere Alisson Becker, emerso durante la stagione tra i migliori "numeri 1" del panorama calcistico internazionale.

L'eliminazione dal torneo nazionale apre un periodo di crisi, dal quale la Lupa si riprende tuttavia nel volgere di poche settimane. I capitolini avanzano inoltre sul fronte europeo, eliminando lo Shakhtar Donetsk e il Barcellona: degna di nota è la doppia sfida contro i blaugrana, che dopo essersi imposti all'andata per 4-1 vengono travolti al ritorno con il punteggio di 3-0. La Roma ritrova dunque le semifinali della massima competizione europea dopo 34 anni, vedendosi abbinata al Liverpool: gli stessi inglesi, nel 1984, vinsero il trofeo ai danni dei romani. Sconfitti per 5-2 in trasferta, ai giallorossi non riesce una nuova rimonta: il 4-2 dell'Olimpico non è, infatti, sufficiente per agguantare la finale. La formazione della capitale consegue il terzo posto in campionato con una giornata d'anticipo, classificandosi a 18 punti dalla Juventus e 14 dal Napoli.

## Divise e sponsor
Lo sponsor tecnico è Nike mentre lo sponsor ufficiale è, a partire dal 23 aprile 2018, Qatar Airways; in precedenza, il 16 dicembre 2017, in occasione di Roma-Cagliari, i giallorossi avevano indossato una divisa con la scritta Telethon presente in bianco. Le squadre giovanili presentano invece Linkem come main sponsor.
La divisa primaria è costituita da maglia rosso porpora con bordo del colletto giallo e strisce laterali nere, pantaloncini rossi con strisce laterali nere e calzettoni neri con dettagli gialli (in alternativa i calzettoni sono rossi con dettagli gialli). La divisa da trasferta è bianca con maniche e strisce argento, bordo del colletto e strisce metà rosse e metà gialle, pantaloncini bianchi con le stesse strisce laterali della maglia e calzettoni bianchi con dettagli rossi. La terza divisa è marrone con effetto camouflage tono su tono, sulle spalle sono presenti dettagli in arancione acceso. In occasione di Roma-Juventus del 13 maggio 2018, i Capitolini sono scesi in campo con il kit che verrà poi utilizzato la stagione successiva: questo era costituita da maglia rossa con colletto giallo, pantaloncini rossi e calzettoni gialli con una fascia orizzontale rossa.
Ci sono quattro divise per i portieri: una azzurra e una gialla, entrambe con dettagli in maglia, calzoncini e calzettoni neri una verde con dettagli in bianco e una nera con dettagli grigi.
| Casa | Casa (37ª Serie A) | Trasferta | Terza divisa | 1ª portiere | 2ª portiere | 3ª portiere | 4ª portiere |

## Organigramma societario
Di seguito l'organigramma societario.
Area direttiva
- Presidente: James Pallotta
- Amministratore delegato: Umberto Gandini
- Direttore generale: Mauro Baldissoni
- Consiglieri: Charlotte Beers, Gianluca Cambareri, Richard D'Amore, John Galantic, Paul Edgerley, Stanley Gold, Mia Hamm, Cristina Mazzamuro, Benedetta Navarra, Cam Neely, Barry Sternlicht, Alba Tull
- Presidente del collegio sindacale: Claudia Cattani
- Sindaci effettivi del collegio sindacale: Massimo Gambini, Pietro Mastrapasqua
- Sindaci supplenti del collegio sindacale: Riccardo Gabrielli, Manuela Patrizi
- Società di revisione: BDO SpA
- Team manager: Morgan De Sanctis

Area tecnica
- Direttore sportivo: Monchi
- Allenatore: Eusebio Di Francesco
- Allenatore in seconda: Francesco Tomei
- Collaboratori tecnici: Danilo Pierini, Stefano Romano
- Preparatori atletici: Nicardo Vizoco, Luca Franceschi, Manrico Ferrari
- Preparatore portieri: Marco Savorani
- Video analyst: Simone Beccaccioli
- Director of performance: Darcy Norman
- Head strenght coach: Ed Lippie

Area sanitaria
- Responsabile area sanitaria: Andrea Causarano
- Medico sociale: Riccardo Del Vescovo
- Fisioterapisti: Alessandro Cardini, Marco Esposito, Marco Ferrelli, Valerio Flammini, Damiano Stefanini

## Rosa
Di seguito la rosa.
| N. |                                 | Ruolo | Calciatore                          |
| -- | ------------------------------- | ----- | ----------------------------------- |
| 1  | Brasile (bandiera)              | P     | Alisson Becker                      |
| 3  | Italia (bandiera)               | D     | Luca Pellegrini                     |
| 4  | Belgio (bandiera)               | C     | Radja Nainggolan                    |
| 5  | Brasile (bandiera)              | D     | Juan Jesus                          |
| 6  | Paesi Bassi (bandiera)          | C     | Kevin Strootman                     |
| 7  | Italia (bandiera)               | C     | Lorenzo Pellegrini                  |
| 8  | Argentina (bandiera)            | C     | Diego Perotti                       |
| 9  | Bosnia ed Erzegovina (bandiera) | A     | Edin Džeko                          |
| 11 | Serbia (bandiera)               | D     | Aleksandar Kolarov                  |
| 12 | Italia (bandiera)               | P     | Andrea Romagnoli                    |
| 13 | Italia (bandiera)               | D     | Elio Capradossi                     |
| 14 | Rep. Ceca (bandiera)            | A     | Patrik Schick                       |
| 15 | Messico (bandiera)              | D     | Héctor Moreno                       |
| 16 | Italia (bandiera)               | C     | Daniele De Rossi (capitano)         |
| 17 | Turchia (bandiera)              | C     | Cengiz Ünder                        |
| 18 | Romania (bandiera)              | P     | Bogdan Lobonț                       |
| 20 | Argentina (bandiera)            | D     | Federico Fazio                      |
| 21 | Francia (bandiera)              | C     | Maxime Gonalons                     |
| 22 | Nigeria (bandiera)              | D     | Abdullahi Nura                      |
| 23 | Francia (bandiera)              | A     | Grégoire Defrel                     |
| 24 | Italia (bandiera)               | C     | Alessandro Florenzi (vice capitano) |
| 25 | Brasile (bandiera)              | D     | Bruno Peres                         |
| 26 | Paesi Bassi (bandiera)          | D     | Rick Karsdorp                       |

| N. |                        | Ruolo | Calciatore          |
| -- | ---------------------- | ----- | ------------------- |
| 28 | Polonia (bandiera)     | P     | Łukasz Skorupski    |
| 30 | Brasile (bandiera)     | C     | Gerson              |
| 33 | Italia (bandiera)      | D     | Emerson Palmieri    |
| 33 | Argentina (bandiera)   | D     | Jonathan Silva      |
| 40 | Italia (bandiera)      | D     | Stefano Ciavattini  |
| 41 | Italia (bandiera)      | D     | Eugene Bouah        |
| 42 | Italia (bandiera)      | D     | Andrea Ciofi        |
| 43 | Italia (bandiera)      | D     | Lorenzo Valeau      |
| 44 | Grecia (bandiera)      | D     | Kōstas Manōlas      |
| 45 | Italia (bandiera)      | C     | Salvatore Pezzella  |
| 47 | Inghilterra (bandiera) | C     | Dario Meadows       |
| 48 | Italia (bandiera)      | A     | Mirko Antonucci     |
| 49 | Italia (bandiera)      | C     | Alessio Riccardi    |
| 50 | Senegal (bandiera)     | A     | Keba Coly           |
| 51 | Danimarca (bandiera)   | A     | Rezan Corlu         |
| 52 | Italia (bandiera)      | D     | Riccardo Cappa      |
| 53 | Italia (bandiera)      | C     | Andrea Marcucci     |
| 54 | Kosovo (bandiera)      | D     | Lirim Kastrati      |
| 55 | Brasile (bandiera)     | D     | Leandro Castán      |
| 56 | Italia (bandiera)      | P     | Emanuele Zamarion   |
| 57 | Croazia (bandiera)     | D     | Silvio Anočič       |
| 58 | Italia (bandiera)      | P     | Alessio Pagliarini  |
| 92 | Italia (bandiera)      | A     | Stephan El Shaarawy |

## Calciomercato
Di seguito il calciomercato.

### Sessione estiva (dal 3/7 al 31/8)
| Acquisti         | Acquisti           | Acquisti            | Acquisti                                                                                     |
| R.               | Nome               | da                  | Modalità                                                                                     |
| ---------------- | ------------------ | ------------------- | -------------------------------------------------------------------------------------------- |
| D                | Héctor Moreno      | PSV                 | definitivo                                                                                   |
| D                | Rick Karsdorp      | Feyenoord           | definitivo (14 milioni € e 5 milioni € di bonus)                                             |
| D                | Aleksandar Kolarov | Manchester City     | definitivo (5 milioni €)                                                                     |
| C                | Lorenzo Pellegrini | Sassuolo            | riscattato (10 milioni €)                                                                    |
| C                | Maxime Gonalons    | Olympique Lione     | definitivo (5 milioni €)                                                                     |
| C                | Cengiz Ünder       | İstanbul Başakşehir | definitivo (13,4 milioni € e 1,5 milioni € di bonus)                                         |
| A                | Grégoire Defrel    | Sassuolo            | prestito oneroso (5 milioni €) con obbligo di riscatto (15 milioni € e 3 milioni € di bonus) |
| A                | Patrik Schick      | Sampdoria           | prestito (5 milioni+ 2 milioni di bonus €) con obbligo di riscatto (35 milioni €)            |
| Altre operazioni |                    |                     |                                                                                              |
| R.               | Nome               | da                  | Modalità                                                                                     |
| P                | Łukasz Skorupski   | Empoli              | fine prestito                                                                                |
| D                | Ervin Zukanović    | Atalanta            | fine prestito                                                                                |
| D                | Norbert Gyömbér    | Terek Groznyj       | fine prestito                                                                                |
| D                | Leandro Castán     | Torino              | fine prestito                                                                                |
| D                | Tiago Casasola     | Trapani             | fine prestito                                                                                |
| C                | William Vainqueur  | Olympique Marsiglia | fine prestito                                                                                |
| A                | Seydou Doumbia     | Basilea             | fine prestito                                                                                |
| A                | Juan Iturbe        | Torino              | fine prestito                                                                                |
| A                | Daniele Verde      | Avellino            | fine prestito                                                                                |
| A                | Sadiq Umar         | Bologna             | fine prestito                                                                                |
| A                | Ezequiel Ponce     | Granada             | fine prestito                                                                                |

| Cessioni         | Cessioni           | Cessioni              | Cessioni                                                                                              |
| R.               | Nome               | a                     | Modalità                                                                                              |
| ---------------- | ------------------ | --------------------- | --- |
| P                | Wojciech Szczęsny  | Arsenal               | fine prestito                                                                                         |
| D                | Antonio Rüdiger    | Chelsea               | definitivo (35 milioni € e 4 milioni € di bonus)                                                      |
| D                | Thomas Vermaelen   | Barcellona            | fine prestito                                                                                         |
| D                | Mário Rui          | Napoli                | prestito con obbligo di riscatto (3.75 milioni € con riscatto a 5.5 milioni € e 1 milione € di bonus) |
| C                | Leandro Paredes    | Zenit San Pietroburgo | definitivo (23 milioni € e 4 milioni € di bonus)                                                      |
| A                | Mohamed Salah      | Liverpool             | definitivo (42 milioni € e 8 milioni € di bonus)                                                      |
| A                | Francesco Totti    | -                     | fine carriera                                                                                         |
| Altre operazioni |                    |                       | |
| R                | Nome               | da                    | Modalità                                                                                              |
| D                | Riccardo Marchizza | Sassuolo              | titolo definitivo                                                                                     |
| D                | Ervin Zukanović    | Genoa                 | prestito con obbligo di riscatto                                                                      |
| D                | Tiago Casasola     | Alessandria           | titolo definitivo                                                                                     |
| D                | Moustapha Seck     | Empoli                | prestito con diritto di riscatto e contro-riscatto                                                    |
| C                | Davide Frattesi    | Sassuolo              | titolo definitivo                                                                                     |
| A                | Seydou Doumbia     | Sporting Lisbona      | prestito                                                                                              |
| A                | Daniele Verde      | Verona                | prestito con diritto di riscatto e contro-riscatto                                                    |
| A                | Federico Ricci     | Sassuolo              | titolo definitivo                                                                                     |
| A                | Ezequiel Ponce     | Lilla                 | prestito con diritto di riscatto e contro-riscatto                                                    |
| A                | Sadiq Umar         | Torino                | prestito con diritto di riscatto e contro-riscatto                                                    |
| A                | Juan Iturbe        | Club Tijuana          | prestito con obbligo di riscatto                                                                      |
| A                | Edoardo Soleri     | Spezia                | prestito                                                                                              |

### Sessione invernale(dal 3/1 al 31/1)
| Acquisti | Acquisti        | Acquisti         | Acquisti                         |
| R.       | Nome            | da               | Modalità                         |
| -------- | --------------- | ---------------- | -------------------------------- |
| D        | Jonathan Silva  | Sporting Lisbona | prestito con diritto di riscatto |
| D        | Elio Capradossi | Bari             | fine prestito                    |
| A        | Edoardo Soleri  | Spezia           | fine prestito                    |

| Cessioni | Cessioni       | Cessioni      | Cessioni                                             |
| R.       | Nome           | a             | Modalità                                             |
| -------- | -------------- | ------------- | ---------------------------------------------------- |
| D        | Leandro Castán | Cagliari      | prestito                                             |
| D        | Héctor Moreno  | Real Sociedad | definitivo                                           |
| D        | Emerson        | Chelsea       | definitivo (20 milioni € e bonus fino a 9 milioni €) |
| D        | Abdullahi Nura | Perugia       | prestito                                             |
| A        | Riccardo Cappa | Sassuolo      | definitivo                                           |
| A        | Edoardo Soleri | Almería       | prestito                                             |

## Risultati

### Serie A

#### Girone di andata
| Arbitro: | Giacomelli (Trieste) |

|  |           |             |
|  | Marcatori | 31’ Kolarov |

| Arbitro: | Irrati (Pistoia) |

|           |           |                            |
| Džeko 15’ | Marcatori | 67’, 77’ Icardi 87’ Vecino |

| Arbitro: | Orsato (Schio) |

|                           |           |             |
| Quagliarella 45+2’ (rig.) | Marcatori | 90+1’ Džeko |

| Arbitro: | Pairetto (Nichelino) |

|                               |           |  |
| Nainggolan 22’ Džeko 33’, 61’ | Marcatori |  |

| Arbitro: | Fabbri (Ravenna) |

|  |           |                                                     |
|  | Marcatori | 22’, 52’ Džeko 35’ (aut.) Lucioni 74’ (aut.) Venuti |

| Arbitro: | Massa (Imperia) |

|                                |           |            |
| Džeko 12’ El Shaarawy 30’, 45’ | Marcatori | 90’ Larsen |

| Arbitro: | Banti (Livorno) |

|  |           |                        |
|  | Marcatori | 72’ Džeko 77’ Florenzi |

| Arbitro: | Rocchi (Firenze) |

|  |           |             |
|  | Marcatori | 20’ Insigne |

| Arbitro: | Damato (Barletta) |

|  |           |             |
|  | Marcatori | 69’ Kolarov |

| Arbitro: | Manganiello (Pinerolo) |

|                    |           |  |
| Perotti 10’ (rig.) | Marcatori |  |

| Arbitro: | Fabbri (Ravenna) |

|                 |           |  |
| El Shaarawy 33’ | Marcatori |  |

| Arbitro: | Di Bello (Brindisi) |

|                         |           |                                        |
| Veretout 9’ Simeone 39’ | Marcatori | 5’, 30’ Gerson 50’ Manolas 87’ Perotti |

| Arbitro: | Rocchi (Firenze) |

|                                   |           |                     |
| Perotti 49’ (rig.) Nainggolan 53’ | Marcatori | 72’ (rig.) Immobile |

| Arbitro: | Giacomelli (Trieste) |

|                     |           |                 |
| Lapadula 70’ (rig.) | Marcatori | 59’ El Shaarawy |

| Arbitro: | Abisso (Palermo) |

|                                        |           |             |
| Džeko 19’ Strootman 32’ Pellegrini 53’ | Marcatori | 55’ Viviani |

| Verona 10 dicembre 2017, ore 12:30 CET 16ª giornata | Chievo           | 0 – 0 referto | Roma | Stadio Marcantonio Bentegodi (10 000 spett.)\| Arbitro: \| Maresca (Napoli) \| |
| Arbitro:                                            | Maresca (Napoli) |               |      |                                                                                |

| Arbitro: | Damato (Barletta) |

|             |           |  |
| Fazio 90+4’ | Marcatori |  |

| Arbitro: | Tagliavento (Terni) |

|             |           |  |
| Benatia 18’ | Marcatori |  |

| Arbitro: | Orsato (Schio) |

|                |           |               |
| Pellegrini 31’ | Marcatori | 78’ Missiroli |

#### Girone di ritorno
| Arbitro: | Guida (Torre Annunziata) |

|           |           |                           |
| Džeko 56’ | Marcatori | 14’ Cornelius 19’ de Roon |

| Arbitro: | Massa (Imperia) |

|            |           |                 |
| Vecino 86’ | Marcatori | 31’ El Shaarawy |

| Arbitro: | Banti (Livorno) |

|  |           |            |
|  | Marcatori | 80’ Zapata |

| Arbitro: | Fabbri (Ravenna) |

|  |           |          |
|  | Marcatori | 1’ Ünder |

| Arbitro: | Manganiello (Pinerolo) |

|                                                        |           |                           |
| Fazio 26’ Džeko 59’ Ünder 62’, 75’ Defrel 90+2’ (rig.) | Marcatori | 7’ Guilherme 76’ Brignola |

| Arbitro: | Di Bello (Brindisi) |

|  |           |                       |
|  | Marcatori | 70’ Ünder 90’ Perotti |

| Arbitro: | Mazzoleni (Bergamo) |

|  |           |                          |
|  | Marcatori | 48’ Cutrone 74’ Calabria |

| Arbitro: | Massa (Imperia) |

|                          |           |                                     |
| Insigne 6’ Mertens 90+2’ | Marcatori | 7’ Ünder 26’, 73’ Džeko 79’ Perotti |

| Arbitro: | Maresca (Napoli) |

|                                           |           |  |
| Manolas 56’ De Rossi 73’ Pellegrini 90+3’ | Marcatori |  |

| Arbitro: | Banti (Livorno) |

|  |           |                                |
|  | Marcatori | 39’ El Shaarawy 75’ Nainggolan |

| Arbitro: | Irrati (Pistoia) |

|            |           |           |
| Pulgar 18’ | Marcatori | 76’ Džeko |

| Arbitro: | Fabbri (Ravenna) |

|  |           |                        |
|  | Marcatori | 7’ Benassi 39’ Simeone |

| Roma 15 aprile 2018, ore 20:45 CEST 32ª giornata | Lazio               | 0 – 0 referto | Roma | Stadio Olimpico di Roma (60 124 spett.)\| Arbitro: \| Mazzoleni (Bergamo) \| |
| Arbitro:                                         | Mazzoleni (Bergamo) |               |      |                                                                              |

| Arbitro: | Pairetto (Nichelino) |

|                                |           |              |
| Ünder 17’ Zukanovic 52’ (aut.) | Marcatori | 61’ Lapadula |

| Arbitro: | Tagliavento (Terni) |

|  |           |                                             |
|  | Marcatori | 33’ (aut.) Vicari 52’ Nainggolan 59’ Schick |

| Arbitro: | Calvarese (Teramo) |

|                                          |           |             |
| Schick 9’ Džeko 40’, 67’ El Shaarawy 65’ | Marcatori | 88’ Inglese |

| Arbitro: | Di Bello (Brindisi) |

|  |           |           |
|  | Marcatori | 15’ Ünder |

| Roma 13 maggio 2018, ore 20:45 CEST 37ª giornata | Roma                | 0 – 0 referto | Juventus | Stadio Olimpico di Roma (53 091 spett.)\| Arbitro: \| Tagliavento (Terni) \| |
| Arbitro:                                         | Tagliavento (Terni) |               |          |                                                                              |

| Arbitro: | Abbattista (Molfetta) |

|  |           |                   |
|  | Marcatori | 45’ (aut.) Pegolo |

### Coppa Italia

#### Fase finale
| Arbitro: | Calvarese (Teramo) |

|            |           |                            |
| Schick 85’ | Marcatori | 39’ De Silvestri 73’ Edera |

### UEFA Champions League

#### Fase a gironi
| Roma 12 settembre 2017, ore 20:45 CEST 1ª giornata | Roma  | 0 – 0 referto | Atlético Madrid | Stadio Olimpico (36 064 spett.)\| Arbitro: \| Mažić \| |
| Arbitro:                                           | Mažić |               |                 |                                                        |

| Arbitro: | Dias |

|              |           |                      |
| Henrique 28’ | Marcatori | 7’ Manolas 15’ Džeko |

| Arbitro: | Skomina |

|                                |           |                            |
| David Luiz 11’ Hazard 37’, 75’ | Marcatori | 40’ Kolarov 64’, 70’ Džeko |

| Arbitro: | Eriksson |

|                                 |           |  |
| El Shaarawy 1’, 36’ Perotti 63’ | Marcatori |  |

| Arbitro: | Kuipers |

|                           |           |  |
| Griezmann 69’ Gameiro 85’ | Marcatori |  |

| Arbitro: | Stieler |

|             |           |  |
| Perotti 53’ | Marcatori |  |

#### Fase a eliminazione diretta
| Arbitro: | Collum |

|                       |           |           |
| Ferreyra 52’ Fred 71’ | Marcatori | 41’ Ünder |

| Arbitro: | Undiano Mallenco |

|           |           |  |
| Džeko 52’ | Marcatori |  |

| Arbitro: | Makkelie |

|                                                             |           |           |
| De Rossi 38’ (aut.) Manōlas 55’ (aut.) Piqué 59’ Suárez 87’ | Marcatori | 80’ Džeko |

| Arbitro: | Turpin |

|                                          |           |  |
| Džeko 6’ De Rossi 58’ (rig.) Manōlas 82’ | Marcatori |  |

| Arbitro: | Brych |

|                                            |           |                              |
| Salah 35’, 45+1’ Mané 56’ Firmino 61’, 69’ | Marcatori | 81’ Džeko 85’ (rig.) Perotti |

| Arbitro: | Skomina |

|                                                          |           |                       |
| Milner 15’ (aut.) Džeko 52’ Nainggolan 86’, 90+4’ (rig.) | Marcatori | 9’ Mané 25’ Wijnaldum |

## Statistiche

### Statistiche di squadra
Statistiche aggiornate al 20 maggio 2018.
| Competizione     | Punti | In casa | In casa | In casa | In casa | In casa | In casa | In trasferta | In trasferta | In trasferta | In trasferta | In trasferta | In trasferta | Totale | Totale | Totale | Totale | Totale | Totale | DR  |
| Competizione     | Punti | G       | V       | N       | P       | Gf      | Gs      | G            | V            | N            | P            | Gf           | Gs           | G      | V      | N      | P      | Gf     | Gs     | DR  |
| ---------------- | ----- | ------- | ------- | ------- | ------- | ------- | ------- | ------------ | ------------ | ------------ | ------------ | ------------ | ------------ | ------ | ------ | ------ | ------ | ------ | ------ | --- |
| Serie A          | 77    | 19      | 11      | 2       | 6       | 32      | 19      | 19           | 12           | 6            | 1            | 29           | 9            | 38     | 23     | 8      | 7      | 61     | 28     | +33 |
| Coppa Italia     | -     | 1       | 0       | 0       | 1       | 1       | 2       | 0            | 0            | 0            | 0            | 0            | 0            | 1      | 0      | 0      | 1      | 1      | 2      | -1  |
| Champions League | 11    | 6       | 5       | 1       | 0       | 15      | 2       | 6            | 1            | 1            | 4            | 11           | 17           | 12     | 6      | 2      | 4      | 26     | 19     | +7  |
| Totale           | -     | 26      | 16      | 3       | 7       | 48      | 23      | 25           | 13           | 7            | 5            | 40           | 31           | 51     | 29     | 10     | 13     | 88     | 49     | +39 |

### Andamento in campionato
| Giornata  | 1 | 2  | 3  | 4 | 5 | 6 | 7 | 8 | 9 | 10 | 11 | 12 | 13 | 14 | 15 | 16 | 17 | 18 | 19 | 20 | 21 | 22 | 23 | 24 | 25 | 26 | 27 | 28 | 29 | 30 | 31 | 32 | 33 | 34 | 35 | 36 | 37 | 38 |
| --------- | - | -- | -- | - | - | - | - | - | - | -- | -- | -- | -- | -- | -- | -- | -- | -- | -- | -- | -- | -- | -- | -- | -- | -- | -- | -- | -- | -- | -- | -- | -- | -- | -- | -- | -- | -- |
| Luogo     | T | C  | T  | C | T | C | T | C | T | C  | C  | T  | C  | T  | C  | T  | C  | T  | C  | C  | T  | C  | T  | C  | T  | C  | T  | C  | T  | T  | C  | T  | C  | T  | C  | T  | C  | T  |
| Risultato | V | P  | N  | V | V | V | V | P | V | V  | V  | V  | V  | N  | V  | N  | V  | P  | N  | P  | N  | P  | V  | V  | V  | P  | V  | V  | V  | N  | P  | N  | V  | V  | V  | V  | N  | V  |
| Posizione | 1 | 10 | 12 | 8 | 7 | 5 | 5 | 5 | 5 | 5  | 5  | 5  | 4  | 4  | 4  | 4  | 4  | 4  | 4  | 5  | 5  | 5  | 5  | 4  | 3  | 5  | 3  | 3  | 3  | 3  | 3  | 3  | 3  | 3  | 3  | 3  | 3  | 3  |

Fonte:  Serie A – Classifiche, su sport.sky.it, Sky Sport. URL consultato il 7 luglio 2017 (archiviato dall'url originale l'11 settembre 2014).
Legenda:

Luogo: C = Casa; T = Trasferta. Risultato: V = Vittoria; N = Pareggio; P = Sconfitta.

### Statistiche dei giocatori
Tra parentesi le autoreti.
Sono in corsivo i calciatori che hanno lasciato la società a stagione in corso.
| Giocatore      | Serie A  | Serie A | Serie A     | Serie A    | Coppa Italia | Coppa Italia | Coppa Italia | Coppa Italia | Champions League | Champions League | Champions League | Champions League | Totale   | Totale | Totale      | Totale     |
| Giocatore      | Presenze | Reti    | Ammonizioni | Espulsioni | Presenze     | Reti         | Ammonizioni  | Espulsioni   | Presenze         | Reti             | Ammonizioni      | Espulsioni       | Presenze | Reti   | Ammonizioni | Espulsioni |
| -------------- | -------- | ------- | ----------- | ---------- | ------------ | ------------ | ------------ | ------------ | ---------------- | ---------------- | ---------------- | ---------------- | -------- | ------ | ----------- | ---------- |
| Alisson        | 37       | -28     | 1           | 0          | 0            | 0            | 0            | 0            | 12               | -19              | 0                | 0                | 49       | -47    | 1           | 0          |
| M. Antonucci   | 2        | 0       | 0           | 0          | 0            | 0            | 0            | 0            | 1                | 0                | 0                | 0                | 3        | 0      | 0           | 0          |
| Bruno Peres    | 18       | 0       | 1           | 0          | 1            | 0            | 0            | 0            | 6                | 0                | 2                | 1                | 25       | 0      | 3           | 1          |
| E. Capradossi  | 2        | 0       | 0           | 0          | 0            | 0            | 0            | 0            | 0                | 0                | 0                | 0                | 2        | 0      | 0           | 0          |
| L. Castán      | 0        | 0       | 0           | 0          | 0            | 0            | 0            | 0            | 0                | 0                | 0                | 0                | 0        | 0      | 0           | 0          |
| D. De Rossi    | 23       | 1       | 6           | 1          | 0            | 0            | 0            | 0            | 10               | 1 (1)            | 0                | 0                | 33       | 2      | 6           | 1          |
| G. Defrel      | 15       | 1       | 1           | 0          | 0            | 0            | 0            | 0            | 5                | 0                | 0                | 0                | 20       | 1      | 1           | 0          |
| E. Džeko       | 35       | 16      | 6           | 0          | 1            | 0            | 0            | 0            | 12               | 8                | 1                | 0                | 48       | 24     | 7           | 0          |
| S. El Shaarawy | 33       | 7       | 1           | 0          | 1            | 0            | 0            | 0            | 10               | 2                | 0                | 0                | 44       | 9      | 1           | 0          |
| Emerson        | 1        | 0       | 0           | 0          | 1            | 0            | 0            | 0            | 0                | 0                | 0                | 0                | 2        | 0      | 0           | 0          |
| F. Fazio       | 35       | 2       | 6           | 0          | 0            | 0            | 0            | 0            | 11               | 0                | 2                | 0                | 46       | 2      | 8           | 0          |
| A. Florenzi    | 32       | 1       | 2           | 0          | 0            | 0            | 0            | 0            | 10               | 0                | 3                | 0                | 42       | 1      | 5           | 0          |
| Gerson         | 22       | 2       | 0           | 0          | 1            | 0            | 0            | 0            | 6                | 0                | 0                | 0                | 29       | 2      | 0           | 0          |
| M. Gonalons    | 16       | 0       | 2           | 0          | 1            | 0            | 1            | 0            | 6                | 0                | 1                | 0                | 23       | 0      | 4           | 0          |
| Juan           | 20       | 0       | 4           | 1          | 1            | 0            | 0            | 0            | 6                | 0                | 2                | 0                | 27       | 0      | 6           | 1          |
| R. Karsdorp    | 1        | 0       | 0           | 0          | 0            | 0            | 0            | 0            | 0                | 0                | 0                | 0                | 1        | 0      | 0           | 0          |
| A. Kolarov     | 35       | 2       | 2           | 0          | 0            | 0            | 0            | 0            | 12               | 1                | 1                | 0                | 47       | 3      | 3           | 0          |
| B. Lobont      | 0        | 0       | 0           | 0          | 0            | 0            | 0            | 0            | 0                | 0                | 0                | 0                | 0        | 0      | 0           | 0          |
| K. Manōlas     | 30       | 2       | 0           | 0          | 0            | 0            | 0            | 0            | 11               | 2 (1)            | 3                | 0                | 41       | 4      | 3           | 0          |
| H. Moreno      | 5        | 0       | 0           | 0          | 1            | 0            | 0            | 0            | 0                | 0                | 0                | 0                | 6        | 0      | 0           | 0          |
| R. Nainggolan  | 32       | 4       | 8           | 1          | 0            | 0            | 0            | 0            | 11               | 2                | 0                | 0                | 43       | 6      | 8           | 1          |
| A. Nura        | 0        | 0       | 0           | 0          | 0            | 0            | 0            | 0            | 0                | 0                | 0                | 0                | 0        | 0      | 0           | 0          |
| E. Palmieri    | 1        | 0       | 0           | 0          | 1            | 0            | 0            | 0            | 0                | 0                | 0                | 0                | 2        | 0      | 0           | 0          |
| Lo. Pellegrini | 27       | 3       | 2           | 1          | 1            | 0            | 0            | 0            | 7                | 0                | 0                | 0                | 35       | 3      | 2           | 1          |
| Lu. Pellegrini | 0        | 0       | 0           | 0          | 0            | 0            | 0            | 0            | 0                | 0                | 0                | 0                | 0        | 0      | 0           | 0          |
| D. Perotti     | 25       | 5       | 0           | 0          | 1            | 0            | 0            | 0            | 9                | 3                | 2                | 0                | 35       | 8      | 2           | 0          |
| A. Romagnoli   | 0        | 0       | 0           | 0          | 0            | 0            | 0            | 0            | 0                | 0                | 0                | 0                | 0        | 0      | 0           | 0          |
| P. Schick      | 21       | 2       | 0           | 0          | 1            | 1            | 0            | 0            | 3                | 0                | 0                | 0                | 25       | 3      | 0           | 0          |
| J. Silva       | 2        | 0       | 0           | 0          | 0            | 0            | 0            | 0            | 0                | 0                | 0                | 0                | 2        | 0      | 0           | 0          |
| L. Skorupski   | 1        | 0       | 0           | 0          | 1            | -2           | 0            | 0            | 0                | 0                | 0                | 0                | 2        | -2     | 0           | 0          |
| K. Strootman   | 32       | 1       | 4           | 0          | 1            | 0            | 0            | 0            | 11               | 0                | 1                | 0                | 44       | 1      | 5           | 0          |
| C. Ünder       | 26       | 7       | 0           | 0          | 1            | 0            | 0            | 0            | 4                | 1                | 0                | 0                | 31       | 8      | 0           | 0          |

## Giovanili

### Organigramma societario
Responsabile Settore Giovanile: B. Conti

Primavera

Allenatore: A. De Rossi

Under 17

Allenatore: S. Tovalieri

Under 16

Allenatore: A.Rubinacci

Under 15

Allenatore: F. Coppitelli

Pulcini

Allenatore: P. Donadio

### Piazzamenti

#### Primavera
- Campionato: Quarti di finale nella Fase finale - 3º posto nella regular season.
- Coppa Italia: Semifinalista
- Supercoppa Italiana: Finalista
- Youth League: Fase a gironi

#### Under-17
- Campionato: Vincitore